# Franco Tedeschi (politico)
Franco Tedeschi (Ferrara, 7 agosto 1922 – Ferrara, 6 febbraio 2006) è stato un politico italiano.